# Frederiksborg Amt
Frederiksborg Amt a fost până la 1 ianuarie 2007 un amt în Danemarca, situat pe insula Zelanda.